# Баяк
Баяк — река в России, протекает по Красноуфимскому району Свердловской области. Незначительная часть русла протекает по Артинскому району, где в Баяк впадает Широкий Лог. Устье реки Баяк находится в 517 км по левому берегу реки Уфы. Длина реки составляет 16 км.
На реке Баяк расположены четыре деревни: Верхний Баяк, Средний Баяк, Куянково и Усть-Баяк.

## Данные водного реестра
По данным государственного водного реестра России, река Баяк относится к Камскому бассейновому округу, водохозяйственный участок реки — Уфа от Нязепетровского гидроузла до Павловского гидроузла, без реки Ай, речной подбассейн Белой, речной бассейн Камы.
Код объекта в государственном водном реестре — 10010201112111100021008.